# FIBA West Asia Super League
La FIBA West Asia Super League è una competizione internazionale di basket organizzata dalla FIBA Asia, composto da club dell'Asia occidentale e delle regioni del Golfo persico, oltre ai rappresentanti dell'Asia meridionale e del Kazakistan. Il campionato è stato annunciato nel 2022 ed è stata giocata la stagione inaugurale, da dicembre a giugno 2023.
Il campionato è composto da 18 squadre provenienti da 14 nazioni, divise in due sottozone (Gulf League e West Asia League). I campioni e i secondi classificati di ogni stagione si qualificheranno per la Basketball Champions League Asia.

## Storia
Il 31 marzo 2022 la FIBA ha annunciato la creazione della West Asia Super League, con la compagnia degli Emirati Arabi Uniti eVulpa come partner per la gestione dei suoi diritti commerciali .
La prima stagione regolare si è aperta il 19 dicembre 2022 e si è conclusa nel maggio 2023: l' Al Kuwait è stato il campione inaugurale della Gulf League, mentre l'Al-Riyadi Beirut ha vinto il titolo inaugurale della West Asia League. La prima Final Eight in assoluto è stata ospitata a Dubai ed è terminata il 17 giugno 2023 con il Al Manama dal Bahrein che ha vinto la prima edizione della West Asia Super League.

## Albo d'Oro
La West Asia Super League ha tre campioni ogni stagione: il vincitore della Gulf League, quello della West Asia League e il vincitore assoluto della WASL che esce vittorioso dalle Final Eight.

### West Asia Super League
| Edizione | Anno    | Sede Final 8 | Finale           | Finale    | Finale         | Finale terzo posto | Finale terzo posto | Finale terzo posto | Num. squadre | Fonte |
| Edizione | Anno    | Sede Final 8 | Vincitore        | Risultato | Finalista      | Terzo Posto        | Risultato          | Quarto Posto       | Num. squadre | Fonte |
| -------- | ------- | ------------ | ---------------- | --------- | -------------- | ------------------ | ------------------ | ------------------ | ------------ | ----- |
| 1        | 2022–23 | Dubai        | Al Manama        | 67–59     | Al Kuwait      | Astana             | 94–90              | Al-Riyadi Beirut   | 18           | [ 5 ] |
| 2        | 2023–24 | Doha         | Al-Riyadi Beirut | 100–90    | Sagesse Beirut | Shahrdari Gorgan   | 92–76              | Al Kuwait          | 18           | [ 6 ] |
| 3        | 2024–25 | Zouk Mikael  | Al-Riyadi Beirut | 104–77    | Tabiat         | Sagesse Beirut     | 100–86             | Shabab Al-Ahli     | 16           | [ 7 ] |

### Campioni sottozone
I campioni delle leghe della sottozona (Lega del Golfo e Lega dell'Asia occidentale) sono determinati da una serie di spareggi. Nella finale di zona le due squadre si affrontano in una serie al meglio delle tre. Le squadre che in ognuna delle due leghe si posizionano nei primi tre posti, ottengono la qualificazione per le Final 8 della competizione.

#### WASL Gulf League
| Stagione | Campione       | Risultato | Finalista        | Terzo Posto    | Quarto Posto   |
| -------- | -------------- | --------- | ---------------- | -------------- | -------------- |
| 2022–23  | Al Kuwait      | 2–0       | Al Manama        | Shabab Al-Ahli | Al-Hilal Riyad |
| 2023–24  | Al Kuwait      | 2–1       | Al Manama        | Kazma          | Al-Muharraq    |
| 2024–25  | Shabab Al-Ahli | 2–0       | Al-Ittihad Gedda | Al-Qadisiya    | Al Manama      |

#### WASL West Asia League
| Stagione | Campione         | Risultato        | Finalista        | Terzo Posto    | Quarto Posto     |
| -------- | ---------------- | ---------------- | ---------------- | -------------- | ---------------- |
| 2022–23  | Al-Riyadi Beirut | 2–0              | Shahrdari Gorgan | Beirut Club    | Zob Ahan Esfahan |
| 2023–24  | Al-Riyadi Beirut | 2–1              | Shahrdari Gorgan | Sagesse Beirut | Al-Shorta        |
| 2024–25  | Al-Riyadi Beirut | Formato a girone | Tabiat           | Sagesse Beirut | Al-Difaa Al-Jawi |

## Titoli per club
| Club             | Vittorie | Finali | Anni vittoria    | Anni finale |
| ---------------- | -------- | ------ | ---------------- | ----------- |
| Al-Riyadi Beirut | 2        | 0      | 2023-24, 2024-25 | —           |
| Al Manama        | 1        | 0      | 2022-23          | —           |
| Sagesse Beirut   | 0        | 1      | —                | 2023-24     |
| Al Kuwait        | 0        | 1      | —                | 2022-23     |
| Tabiat           | 0        | 1      | —                | 2024-25     |

## Squadre partecipanti alla FIBA WASL
La seguente lista riporta l'elenco delle squadre che hanno disputato almeno una partita ufficiale della competizione.
| Nazione                 | Num. | Club              | Stagioni                  |
| ----------------------- | ---- | ----------------- | ------------------------- |
| Libano (3)              | 3    | Al-Riyadi Beirut  | 2022-23, 2023-24, 2024-25 |
| Libano (3)              | 1    | Beirut Club       | 2022-23                   |
| Libano (3)              | 2    | Sagesse Beirut    | 2023-24, 2024-25          |
| Iran (3)                | 2    | Shahrdari Gorgan  | 2022-23, 2023-24          |
| Iran (3)                | 1    | Zob Ahan Esfahan  | 2022-23                   |
| Iran (3)                | 1    | Tabiat            | 2024-25                   |
| Siria (2)               | 1    | Al Ittihad Aleppo | 2023-24                   |
| Siria (2)               | 1    | Al Wahda Damasco  | 2023-24                   |
| Giordania (2)           | 1    | Orthodox          | 2022-23                   |
| Giordania (2)           | 1    | Amman United      | 2024-25                   |
| Iraq (3)                | 2    | Al-Naft           | 2022-23, 2023-24          |
| Iraq (3)                | 1    | Al-Shorta         | 2023-24                   |
| Iraq (3)                | 1    | Al-Difaa Al-Jawi  | 2024-25                   |
| Arabia Saudita (4)      | 1    | Al-Hilal Riyad    | 2022-23                   |
| Arabia Saudita (4)      | 1    | Al-Nassr          | 2022-23                   |
| Arabia Saudita (4)      | 1    | Al-Ahli Gedda     | 2023-24                   |
| Arabia Saudita (4)      | 1    | Al-Ittihad Gedda  | 2024-25                   |
| Kuwait (3)              | 3    | Al Kuwait         | 2022-23, 2023-24, 2024-25 |
| Kuwait (3)              | 2    | Kazma             | 2022-23, 2023-24          |
| Kuwait (3)              | 1    | Al-Qadisiya       | 2024-25                   |
| Emirati Arabi Uniti (1) | 3    | Shabab Al-Ahli    | 2022-23, 2023-24, 2024-25 |
| Oman (1)                | 2    | Al Bashaer        | 2022-23, 2024-25          |
| Kazakistan (1)          | 3    | Astana            | 2022-23, 2023-24, 2024-25 |
| Qatar (4)               | 1    | Al-Rayyan Doha    | 2023-24                   |
| Qatar (4)               | 1    | Al-Sadd Doha      | 2022-23                   |
| Qatar (4)               | 1    | Al-Shamal SC      | 2023-24                   |
| Qatar (4)               | 1    | Al-Arabi Doha     | 2024-25                   |
| Bahrain (3)             | 3    | Al Manama         | 2022-23, 2023-24, 2024-25 |
| Bahrain (3)             | 1    | Al-Muharraq       | 2023-24                   |
| Bahrain (3)             | 1    | Al-Ahli Manama    | 2024-25                   |
| India (1)               | 1    | Tamil Nadu        | 2023-24                   |

## Premi individuali

### MVP FIBA WASL
| Stagione | Giocatore       | Squadra          |               |
| -------- | --------------- | ---------------- | ------------- |
| 2022-23  | non conferito   | non conferito    | non conferito |
| 2023-24  | Thon Maker (1)  | Al-Riyadi Beirut |               |
| 2024-25  | Wael Arakji (1) | Al-Riyadi Beirut |               |

### Miglior RealizzatoreFinal 8
| Stagione | Giocatore          | Squadra        | PPG. |
| -------- | ------------------ | -------------- | ---- |
| 2022-23  | Nick Minnerath (1) | Shabab Al-Ahli | 25.8 |
| 2023-24  | Clint Chapman (1)  | Kazma          | 34.0 |
| 2024-25  | Stedmon Lemon (1)  | Tabiat         | 30.0 |

## Record di lega
Vittoria con più margine
- +55 punti di margine dell'Al-Hilal Riyad vs. Al Bashaer (103–48) il 6 Marzo 2023[8]

Giocatore più giovane in WASL 
- 17 anni per Hussain Albalooshi (Shabab Al-Ahli) il 6 Marzo 2023 (vs. Al Bashaer)[9]

Maggior numero di punti in una partita 
- 46 punti segnati da Édgar Sosa (Al-Naft) il 9 Marzo 2023 (vs. Al-Riyadi Beirut)[10]

Maggior numero di rimbalzi in una partita 
- 20 rimbalzi di Arsalan Kazemi (Zob Ahan Esfahan) contro il (vs. Beirut Club)[11]

Maggior numero di assist in una partita 
- 13 assist di Saeed Alajmani (Shabab Al-Ahli) contro il(vs. Kazma)[11]

Maggior numero di palle rubate in una partita 
- 8 palle rubate da Karrar Hamzah (Al-Naft) il 16 Novembre 2023 (vs. Al Ittihad Aleppo)[12]

Maggior numero di stoppate in una partita 
- 6  stoppate per Salah Mejri (Kazma, vs. Shabab Al Ahli)[11]

Maggior numero di spettatori per una partita
- 13,000 persone (Al Ittihad Aleppo vs. Sagesse Beirut) il 14 Dicembre 2023[13]